# 미나미나스정
미나미나스정(南那須町)은 도치기현 동부에 위치했던 정이다. 우쓰노미야시로의 통근율은 16.4%(2000년 인구 조사).2005년 10월 1일 가라스야마정과의 합병에 의해 나스카라스야마시가 되었다

## 역사
- 1889년 4월 1일 - 정촌제 시행과 함께 아라카와촌, 시모에가와촌이 성립하였다.
- 1923년 4월 15일 - 가라스야마선이 개업하였다.
- 1954년 6월 1일 - 아라카와촌, 시모에가와촌이 합병해 미나미나스촌이 성립하였다.
- 1971년 9월 1일 - 정으로 승격해 미나미나스정이 되었다.
- 2005년 10월 1일 - 가라스야마정과 신설 합병해 나스카라스야마시가 되어 폐지되었다.

## 교통

### 철도
- 동일본 여객철도 가라스야마 선

### 도로
- 국도 제293호선